# فینلاند، مینیسوتا
فینلاند (به انگلیسی: Finland) یک منطقهٔ مسکونی در ایالات متحده آمریکا است که در شهر کریستال بی واقع شده‌است. فینلاند ۱۹۵ نفر جمعیت دارد و ۴۰۵٫۰۸ متر بالاتر از سطح دریا واقع شده‌است.